# Bartholomäuskapelle (Paderborn)

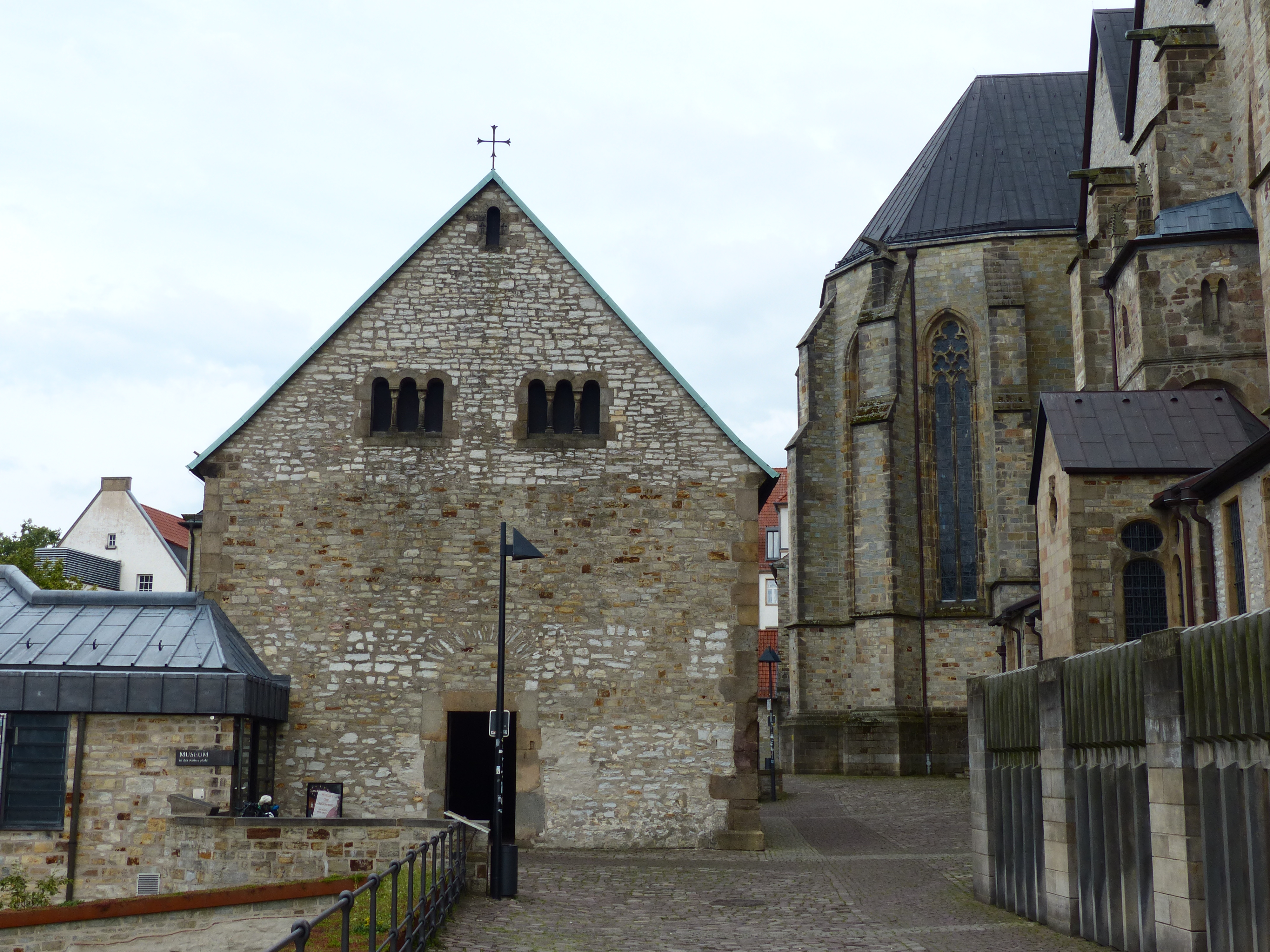
Bartholomäuskapelle, rechts Nordseite des Doms, links Museum in der Kaiserpfalz

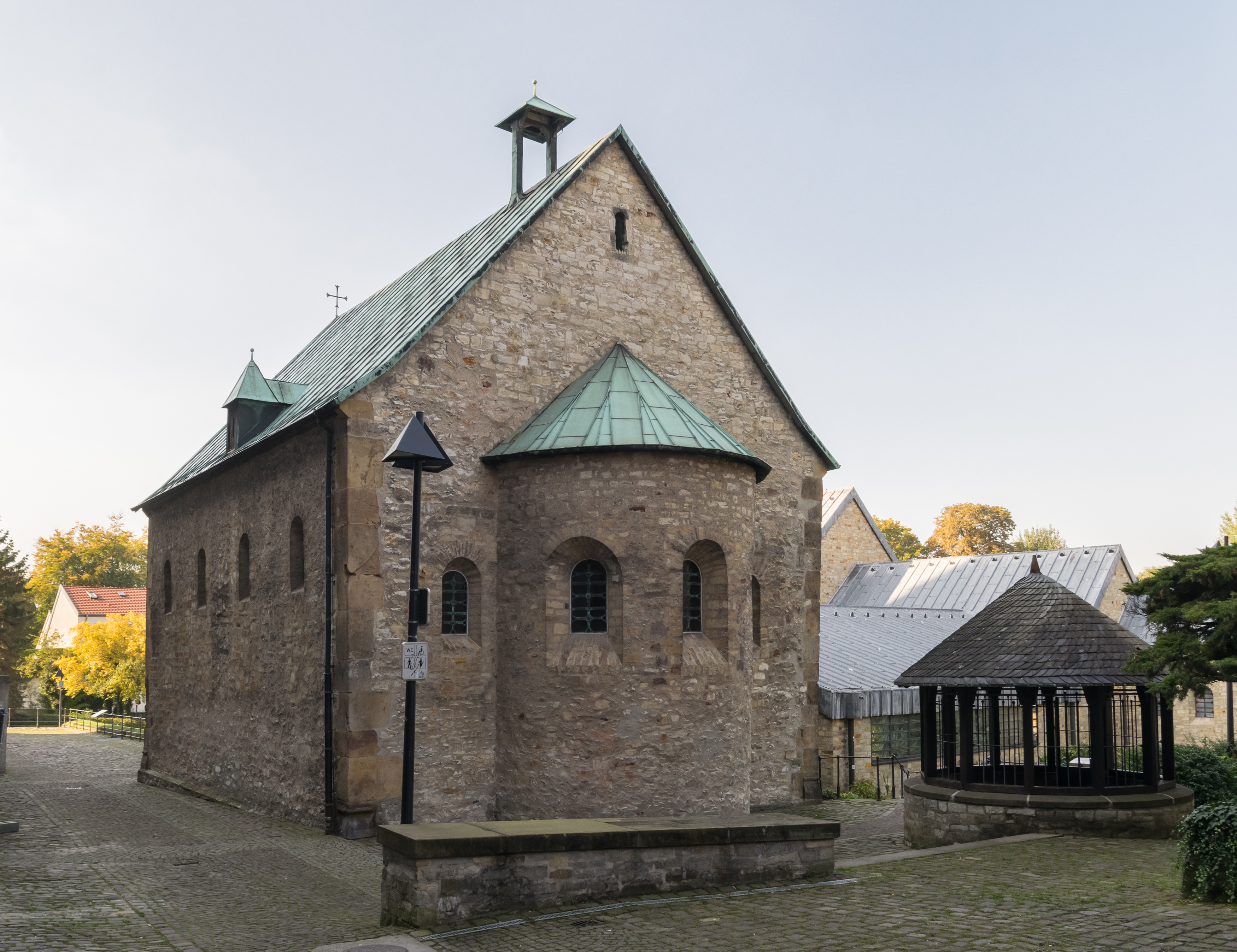
Bartholomäuskapelle und moderne Museumsdächer

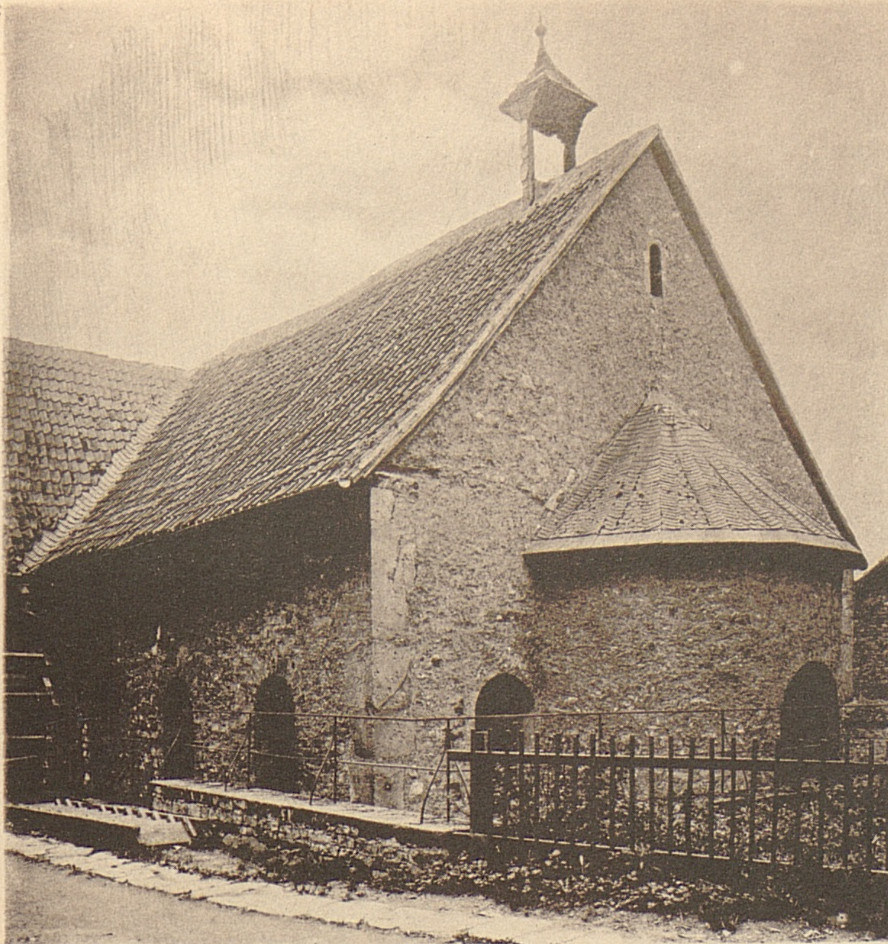
Südostansicht Ende 19. Jh.: Apsis mit nur einem Fenster

Die Bartholomäuskapelle in Paderborn wurde um 1017 erbaut und gilt als die älteste bekannte Hallenkirche nördlich der Alpen.
Die dem Apostel Bartholomäus geweihte Kapelle liegt im Zentrum der Paderborner Innenstadt an der Nordseite des Paderborner Doms. In direkter Nachbarschaft befindet sich auch das Museum in der Kaiserpfalz. Die Bartholomäuskapelle war als mutmaßliche Pfalzkapelle Teil des ottonischen Neubaus der Königspfalz Paderborn. Der Paderborner Bischof Meinwerk (1009–1036) ließ sie um 1017 in Anlehnung an den byzantinischen Stil von byzantinischen Bauleuten errichten, die die einzigartigen Gewölbe mit Hängekuppeln und den sie tragenden Säulen schufen. Die Säulenkapitelle gelten als bedeutende Zeugnisse ottonischer Baukunst, die Kapelle selbst als bedeutendstes kunstgeschichtliches Bauwerk Paderborns.
Diese Halle steht in ihrer Zeit einzig da und hat keine direkten Nachfolger gefunden.

## Geschichte

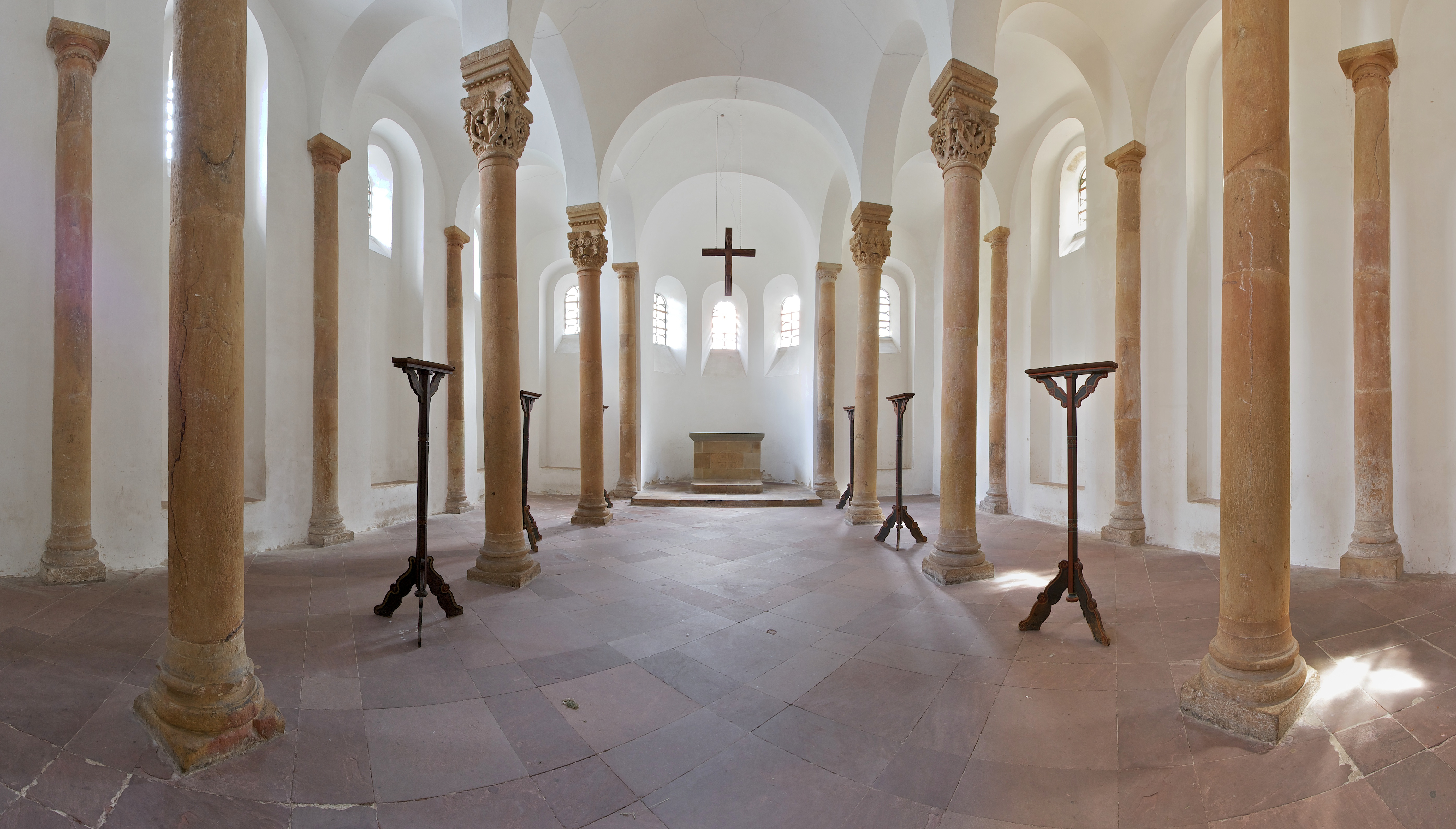
Dreischiffige Halle ostwärts zur Apsis

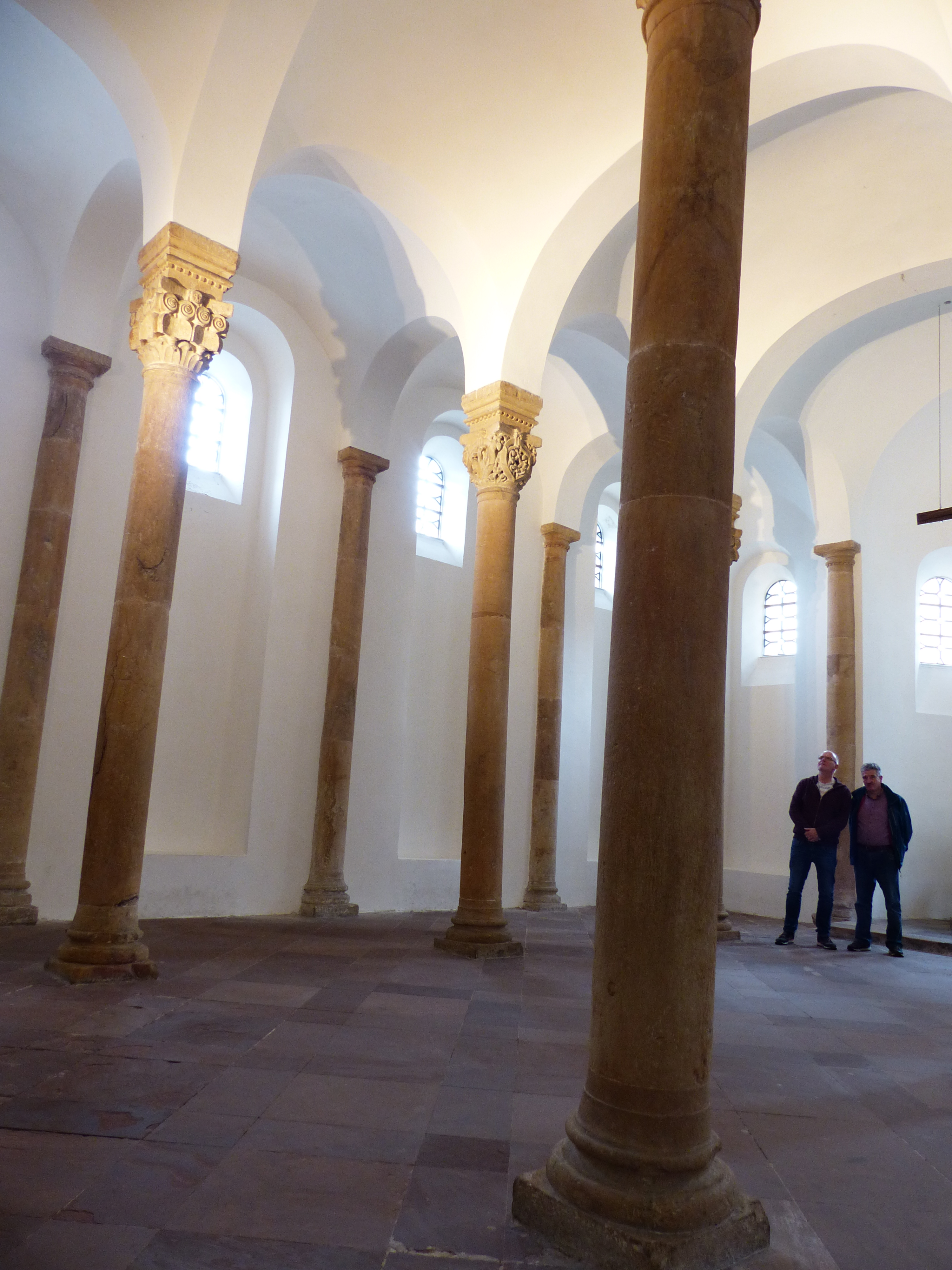
Diagonalsicht nach Nordosten

Die Vita Meinwerci, eine Biographie Bischof Meinwerks aus dem 12. Jahrhundert, berichtet, Meinwerk habe die Bartholomäuskapelle durch griechische Bauleute errichten lassen. Die Vita Meinwerci fügt die Nachricht vom Bau in Ereignisse um das Jahr 1017 ein, die Datierung bleibt jedoch unsicher. Ausgrabungen haben ergeben, dass die Kapelle in die Kaiserpfalz, die Meinwerk für Heinrich II. erbaute, integriert war. Der Zweck der Kapelle lässt sich nicht sicher bestimmen. Manfred Balzer vermutet, sie habe der liturgischen Einkleidung des Königs vor Betreten der Domkirche gedient.
Im Laufe der Zeit wurden um die Kapelle herum Kurien errichtet. Ende des 16. Jahrhunderts kamen die Jesuiten nach Paderborn und erwarben Grundstücke und Gebäude, die die Bartholomäuskapelle umgaben; 1591 übertrug Fürstbischof Dietrich von Fürstenberg ihnen das Bartholomäusbenefizium. In der ersten Hälfte des 17. Jahrhunderts veräußerten sie ihren Besitz an das Domkapitel, behielten jedoch das Benefizium. Nach der Aufhebung des Jesuitenordens 1773 fiel die Verwaltung der Kapelle an den neuerrichteten Paderborner Studienfonds, der wiederum ab 1802 vom Preußischen Staat verwaltet wurde. 1818 oder 1819 kaufte ein Schmied das Gehöft an der Kapelle und mietete auch die Kurie neben ihr. Sein Untermieter, ein Schieferdecker, benutzte die Bartholomäuskapelle als Werkstatt.
Ab 1824 setzte sich der neugegründete Paderborner Altertumsverein für den Erhalt der Kapelle ein. 1825–1828 ließ Friedrich Wilhelm III. die Kapelle renovieren. Im Verlauf der Arbeiten wurde die Grabplatte Meinwerks in die Ostwand des nördlichen Seitenschiffs eingemauert. Bis 1850 erfolgten weitere vereinzelte Erhaltungsmaßnahmen aus privater Initiative. Am 9. Juli 1857 wurde die Kapelle in den Besitz des Domkapitels übergeben, wobei der entsprechende Grundbucheintrag erst 1883 erfolgte. Ab 1858 ließ das Domkapitel die Bartholomäuskapelle durch den damaligen Dombaumeister Arnold Güldenpfennig renovieren. Ab ca. 1862 diente die Kapelle der neugegründeten Töchterschule von Johanna Pelizaeus und ab 1891 der „Marianischen Kongregation junger Kaufleute“ als Gottesdienstraum. Von 1896 bis 1909 fanden wieder Renovierungsarbeiten statt, während derer die umliegenden Kurien und die Anbauten größtenteils abgerissen wurden. 1912 wurde Meinwerks Grabplatte in das Generalvikariat verlegt.
Ab 1920 feierte die Paderborner Quickborngruppe (entstanden 1915) zuerst monatlich, dann wöchentlich in der Bartholomäuskapelle die heilige Messe; ab 1922 hatte auch die Gruppe der „Kreuzfahrer“ dort einmal im Monat eine Messe. 1923 wurde der Altar aus Meinwerks Zeit leider abgebrochen und durch einen neuen ersetzt. Man fertigte sechs große Kerzenständer aus Holz an, die noch heute teilweise in den Gottesdiensten der Kapelle verwendet werden. 1926 wurden der neue Altar geweiht und wieder Messen in der Kapelle gefeiert. Im Nationalsozialismus fristete die Kapelle ein Schattendasein, doch auch in dieser Zeit nutzten sie katholische Jugendliche und Heimaturlauber für gemeinschaftliche Gottesdienste. Ab 1940 feierten polnische Zwangsarbeiter hier die Sonntagsmesse.

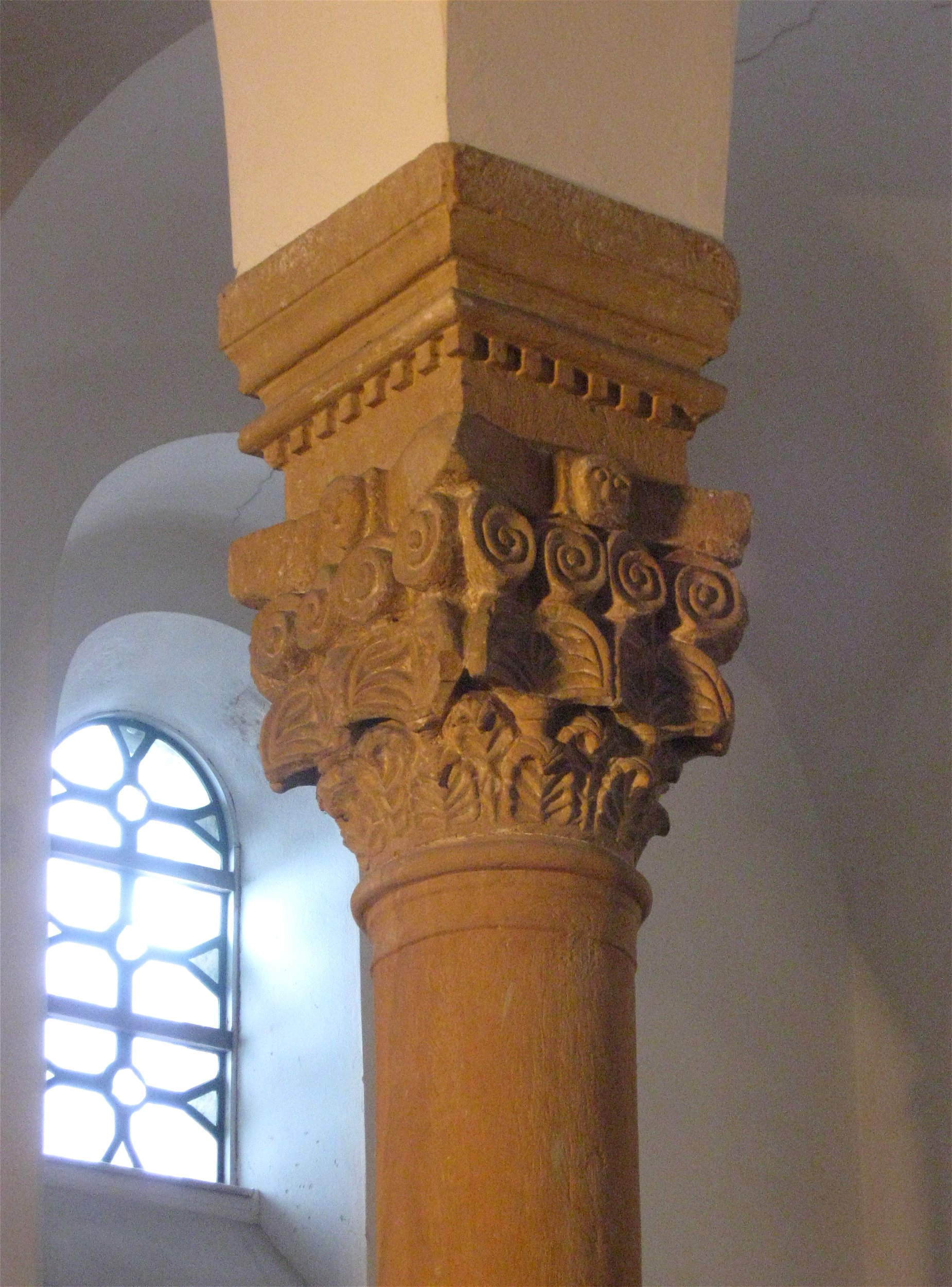
Kapitell des 11. Jahrhunderts

Die Bartholomäuskapelle überstand den Zweiten Weltkrieg mit geringen Schäden. Die Dombauhütte, die für den Wiederaufbau des Paderborner Domes gegründet worden war, nahm notdürftige Ausbesserungen an ihr vor. Schon kurz nach Kriegsende wurden wieder regelmäßig Jugendgottesdienste gefeiert. Ab 1955 wurde die Kapelle umfassend renoviert. Der Bildhauer Heinrich Gerhard Bücker schuf 1963 neue Fenster und 1978 die große bronzene Eingangstür. Zum Ende der 1960er Jahre schmolz das gottesdienstliche Leben in der Kapelle immer mehr zusammen, unter anderem weil der Nachwuchs für den Jugendkreis fehlte.

## Architektur
Die Architektur der Bartholomäuskapelle ist in mehrfacher Hinsicht überaus außergewöhnlich. Offensichtlich erschien sie schon im 12. Jahrhundert erklärungsbedürftig, da der Autor der Vita Meinwerci festhält, sie sei durch griechische Bauleute errichtet worden. Meist wurden darunter byzantinische Bauleute verstanden, die Meinwerk auf seinen Romreisen kennengelernt haben könnte. Da sich jedoch im byzantinischen Raum keine direkten Vorbilder für die Bartholomäuskapelle finden lassen, wurde die Aussage schließlich infrage gestellt. Lediglich die byzantinische Herkunft der Hängekuppeln wurde schließlich akzeptiert, die die Bauleute aus Byzanz nachträglich in einen Kirchenraum westlicher Prägung eingebaut haben könnten. Demgegenüber konnte geltend gemacht werden, dass es nicht die Bautypologie, sondern die Dimensionen waren, die den unmittelbaren Anknüpfungspunkt für einen Bezug auf ein konkretes byzantinisches Bauwerk bildeten, nämlich die Myrelaion-Kirche in Konstantinopel, errichtet vor 922 durch Kaiser Romanos I. als seine eigene Hofkapelle. Obgleich als byzantinische Kreuzkuppelkirche errichtet, stimmen ihre Abmessungen exakt mit denen der Bartholomäuskapelle überein, während sich die charakteristischen Hängekuppeln in der Zisterne wiederfinden, die unter dem benachbarten Palast angelegt ist. Zusammen mit der Palastaula Meinwerks konnotiert die Bartholomäuskapelle damit den kaiserlichen Herrschaftssitz in Konstantinopel. In gleicher Weise schickte Bischof Meinwerk 1033 nach Jerusalem, um die Maße der dortigen Grabeskirche als Grundlage für seine Paderborner Busdorfkirche im Osten zu gewinnen bzw. berief Mönche aus Cluny für das von ihm gegründete Abdinghofkloster im Westen der Stadt. Die Bartholomäuskapelle wurde damit zum Bestandteil einer sakralen Topographie, deren Zentrum der Domneubau Meinwerks bildete.
Die Bartholomäuskapelle hat einen rechteckigen Grundriss mit einer Apsis im Osten. Sie ist eine eingewölbte Hallenkirche, die durch sechs Säulen in drei gleich hohe Schiffe unterteilt ist. Sie stellt das erste Beispiel einer dreischiffig gewölbten Kirche überhaupt dar. Außergewöhnlich ist auch die Form der Gewölbe, da sie als sogenannte Hängekuppeln konstruiert sind. Auch die Säulen sind sehr auffällig, da sie extrem schlank sind und eine sogenannte Entasis aufweisen. Während die Kapitelle des östlichen und westlichen Säulenpaares als stilisierte korinthische Kapitelle gestaltet sind, zeigt das mittlere Säulenpaar eine Weiterentwicklung des Grundtyps.
Die Halle innen ist als architektonische Idee in dieser Form gewollt und nicht technisch bedingt – durch darüber liegende Räume beispielsweise. Erst im 12. Jh. tritt die Halle als architektonisches Prinzip in einzelnen, weit auseinander liegenden Landschaften häufiger auf, in Regensburg, der Oberpfalz, im Poitou in Frankreich und in Westfalen. Die schlanken, fast zerbrechlich wirkenden Säulen haben keine Beziehung zur übrigen deutschen Baukunst dieser Zeit und stammen eindeutig aus dem byzantinischen Bereich. Wichtig ist der Kranz von hoch liegenden Fenstern: Das von dort einfallende Licht lässt den Raum zusammen mit den grazilen Säulen wie schwerelos wirken – sehr im Gegensatz zu der massiven Bauweise des deutschen Raumes zu jener Zeit.
Die Kapelle hat alle Irrungen und Wirrungen im Laufe ihrer Zeit, darunter auch den Zweiten Weltkrieg, bei dem der Paderborner Dom schwer beschädigt wurde, fast unbeeinträchtigt überstanden. Ihre Fenster wurden 1955 in der ursprünglichen Form wiederhergestellt und 1963 mit der heutigen Verglasung versehen. 1978 erhielt die Kapelle zwei von Heinrich Gerhard Bücker kunstvoll in Bronze gestaltete Westportal-Türflügel, mit sechs biblischen Reliefs und 16 Reliefköpfen, die Personen aus dem zeitlichen Umfeld Bischof Meinwerks darstellen.
Seit 2019 besitzt die Kapelle in ihrem Dachreiter wieder eine Glocke, die als Nachguss einer Bienenkorbglocke das Gesamtensemble abrunden soll. Darüber hinaus hängt die Glocke an einem den damaligen Armaturen nachempfundenen Holzjoch – somit ist diese Läuteanlage in Deutschland einzigartig.

## Akustik
Dank der Hängekuppeln weist die Bartholomäuskapelle besonders lange Nachhallzeiten Beliebt ist diese Akustik sowohl für Gesang als auch Instrumentalmusik.

## Heutige Nutzung
In der Bartholomäuskapelle werden heute nicht regelmäßig Gottesdienste gefeiert. Seit den 1980er-Jahren nutzt die Katholische Hochschulgemeinde sie für Rorateämter in der Adventszeit. Ansonsten dient sie für vereinzelte Gottesdienste diverser Art. Daneben ist sie ein Anziehungspunkt für Touristen sowie – wegen ihrer hervorragenden Akustik – für Sänger und Instrumentalisten.
Im Jahr 2017 beging das Domkapitel Paderborn das 1000-jährige Jubiläum der Bartholomäuskapelle, verbunden mit dem 950. Weihejubiläum des Imad-Domes im Jahr 2018, mit einem Festprogramm.

## Prosa
- Jostein Gaarder (2002): Das Weihnachtsgeheimnis, München, S. 101 ff.